# Министры внутренних дел Азербайджана
Министр внутренних дел Азербайджана (азерб. Azərbaycan Daxili İşlər Naziri) — глава Министерства внутренних дел Азербайджана. Назначается на должность и отстраняется от должности Президентом Азербайджанской Республики.
Действующий министр —  Эйвазов, Вилаят Сулейман оглу.

## Список министров

### Министры внутренних дел Азербайджанской Демократической Республики
| # | Министр                 | Фото | Период нахождения в должности     | Партия       |
| - | ----------------------- | ---- | --------------------------------- | ------------ |
| 1 | Фатали Хан Хойский      |      | 28 мая 1918 — 17 июня 1918        | беспартийный |
| 2 | Бехбудхан Джеваншир     |      | 17 июня 1918 — 26 декабря 1918    |              |
| 3 | Халил-бек Хасмамедов    |      | 26 декабря 1918 — 16 июня 1919    | Мусават      |
| 4 | Насиб-бек Усуббеков     |      | 16 июня 1919 — 22 декабря 1919    | Мусават      |
| 5 | Маммед Гасан Гаджинский |      | 22 декабря 1919 — 15 февраля 1920 | Мусават      |
| 6 | Мустафа-бек Векилов     |      | 15 февраля 1920 — 28 апреля 1920  |              |

### Главы органа внутренних дел Азербайджанской Советской Социалистической Республики
| #                                                     | Министр                                               | Фото                                                  | Период нахождения в должности                         | Партия                                                |                                                       |                                                       |
| Народные комиссары внутренних дел Азербайджанской ССР | Народные комиссары внутренних дел Азербайджанской ССР | Народные комиссары внутренних дел Азербайджанской ССР | Народные комиссары внутренних дел Азербайджанской ССР | Народные комиссары внутренних дел Азербайджанской ССР | Народные комиссары внутренних дел Азербайджанской ССР | Народные комиссары внутренних дел Азербайджанской ССР |
| ----------------------------------------------------- | ----------------------------------------------------- | ----------------------------------------------------- | ----------------------------------------------------- | ----------------------------------------------------- | ----------------------------------------------------- | ----------------------------------------------------- |
| 1                                                     | Гамид Султанов                                        |                                                       | 28 апреля 1920 — 1 июня 1921                          | РКП(б)                                                |                                                       |                                                       |
| 2                                                     | Мир Джафар Багиров                                    |                                                       | 5 октября 1921 — 22 мая 1927                          | ВКП(б)/КПСС                                           |                                                       |                                                       |
| 3                                                     | Новруз Ризаев                                         |                                                       | 22 мая 1927 — 10 июля 1929                            | КПСС                                                  |                                                       |                                                       |
| 4                                                     | Степан Фёдорович Емельянов                            |                                                       | 1 августа 1929 — ?                                    | КПСС                                                  |                                                       |                                                       |
| 5                                                     | Ювельян Сумбатов-Топуридзе                            |                                                       | 1 января 1937 — 10 января 1938                        | КПСС                                                  |                                                       |                                                       |
| 6                                                     | Михаил Григорьевич Раев                               |                                                       | 10 января 1938 — 12 ноября 1938                       | КПСС                                                  |                                                       |                                                       |
| 7                                                     | Степан Фёдорович Емельянов                            |                                                       | 11 февраля 1939 — 26 февраля 1941                     | КПСС                                                  |                                                       |                                                       |
| 8                                                     | Мир Теймур Якубов                                     |                                                       | 6 марта 1941 — 1 июня 1943                            | КПСС                                                  |                                                       |                                                       |
| 9                                                     | Ага Салим Атакишиев                                   |                                                       | 10 июля 1943 — 6 июня 1953                            | КПСС                                                  |                                                       |                                                       |
| Министры внутренних дел Азербайджанской ССР           |                                                       |                                                       |                                                       |                                                       |                                                       |                                                       |
| 1                                                     | Степан Фёдорович Емельянов                            |                                                       | 16 марта 1953 — 29 июля 1953                          | КПСС                                                  |                                                       |                                                       |
| 2                                                     | Анатолий Михайлович Гуськов                           |                                                       | 8 августа 1953 — 25 марта 1954                        | КПСС                                                  |                                                       |                                                       |
| 3                                                     | Андрей Евстафьевич Булыга                             |                                                       | 30 апреля 1954 — 10 июля 1956                         | КПСС                                                  |                                                       |                                                       |
| 4                                                     | Али Керимов                                           |                                                       | 11 августа 1956 — 5 февраля 1960                      | КПСС                                                  |                                                       |                                                       |
| 5                                                     | Халил Мамедов                                         |                                                       | 3 ноября 1960 — 5 января 1965                         | КПСС                                                  |                                                       |                                                       |
| 6                                                     | Мамед Ализаде                                         |                                                       | 5 января 1965 — 19 марта 1970                         | КПСС                                                  |                                                       |                                                       |
| 7                                                     | Ариф Гейдаров                                         |                                                       | 19 марта 1970 — 20 июля 1978                          | КПСС                                                  |                                                       |                                                       |
| 8                                                     | Джафар Велиев                                         |                                                       | 4 ноября 1978 — 6 апреля 1987                         | КПСС                                                  |                                                       |                                                       |
| 9                                                     | Айдын Мамедов                                         |                                                       | 7 апреля 1987 — 9 мая 1990                            | КПСС                                                  |                                                       |                                                       |
| 10                                                    | Магомед Асадов                                        |                                                       | 23 мая 1990 — 30 августа 1991                         |                                                       |                                                       |                                                       |

### Министры внутренних дел Азербайджанской Республики
| # | Министр              | Фото | Период нахождения в должности    | Партия |
| - | -------------------- | ---- | -------------------------------- | ------ |
| 1 | Магомед Асадов       |      | 30 августа 1991 — 18 ноября 1991 |        |
| 2 | Тофик Керимов        |      | 18 ноября 1991 — 20 февраля 1992 |        |
| 3 | Тахир Алиев          |      | 24 февраля 1992 — 25 мая 1992    |        |
| 4 | Искандер Гамидов     |      | 26 мая 1992 — 16 апреля 1993     | НДПА   |
| 5 | Абдулла Аллахвердиев |      | 21 апреля 1993 — 25 июня 1993    |        |
| - | Ровшан Джавадов      |      | 25 июня 1993 — 3 июля 1993       |        |
| 6 | Вагиф Новрузов       |      | 7 июля 1993 — 29 апреля 1994     |        |
| 7 | Рамиль Усубов        |      | 29 апреля 1994 — 20 июня 2019    |        |
| 8 | Вилаят Эйвазов       |      | с 20 июня 2019                   |        |